# Організація Берегової охорони США

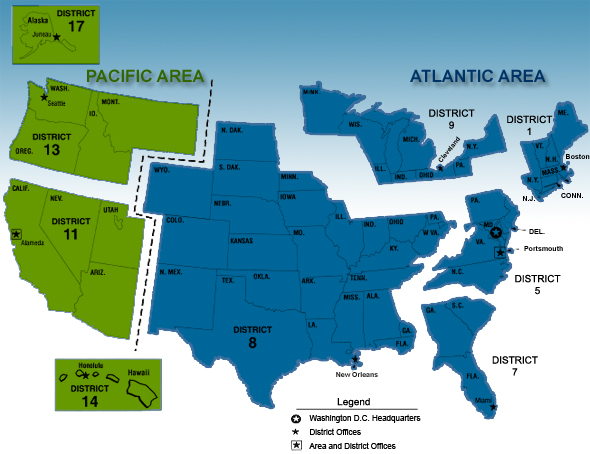
Поділ Берегової охорони США за округами

Організація Берегової охорони США — організаційна структура з переліком органів військового управління, військових формувань, навчальних закладів, установ та організацій, що входять до складу Берегової охорони США.

## Структурний поділ Берегової охорони
Керівником цього виду Збройних сил США та вищим офіцером є Комендант берегової охорони, який згідно з чинним законодавством має ранг повного адмірала. Комендант призначається на термін чотири роки, який може бути продовжений на наступні чотири роки з рішенням вищого військово-політичного керівництва держави. На даний момент обіймає цю посаду адмірал Лінда Лі Фаган. Віцекомендантом берегової охорони є адмірал Стівен Поулін.
Штаб-квартира Берегової охорони розташована за адресою 2703 Martin Luther King Jr Avenue у Вашингтоні, округ Колумбія. У 2013 році Берегова охорона переїхала на територію колишньої лікарні Св. Єлизавети.

### Регіональний розподіл— округи, райони та сектори
Оскільки більшість операцій Берегової охорони є внутрішніми, вид організований за регіональним принципом. Берегова охорона ділить континентальну частину Сполучених Штатів і її території на два регіональні командування — Берегова охорона Атлантичного району та Берегова охорона Тихоокеанського району — кожним з яких керує віцеадмірал. Територіальні команди поділяються на округи, кожним керує контрадмірал і відповідає за частину національного узбережжя та/або внутрішні водні шляхи. Кожен район далі поділяється на сектори. Сектори є основною організаційною одиницею, які громадськість найбільше ототожнює з Береговою охороною, наприклад, координація пошуково-рятувальних місій і проведення правоохоронних операцій.
На різних рівнях цієї трирівневої організаційної структури існують також окремі оперативні підрозділи. Наприклад, станції малих човнів підпорядковуються командувачам секторів, тоді як авіаційні станції підпорядковуються командирам районів; обома секторами та повітряними станціями зазвичай керує капітан.
Куттери не організовані в постійні флотські структури, як у більшості військово-морських сил. Натомість куттери, як окрема структурна одиниця, підпорядковуються командирам берегових установ різних рівнів. Цей тип морських патрульних кораблів поділяється за водотоннажністю: чим вона більша, тим вищій структурі цей куттер належить. Наприклад, «Вільям Трамп», куттер типу «Сентінель», що базується в Кі-Весті, Флорида, підпорядковується сектору берегової охорони Кі-Вест, тоді як «Тетіс», більший куттер типу «Феймос», який також базується в Кі Весті, підпорядковується командувачу Атлантичного району.
Крім того, за межами Сполучених Штатів розташовані три оперативні командування Берегової охорони:
- Далекосхідне оперативне командування (FEACT) знаходиться на авіабазі Йокота, Японія. FEACT також керує підрозділами безпеки порту, які розгортаються в Південній Кореї, допомагаючи підтримувати Військово-морські сили США у Кореї. FEACT допомагає перевіряти кораблі США за кордоном та іноземні кораблі, які діють у Тихому океані. FEACT допомагає, забезпечуючи морську безпеку, захист, навчання та підтримку міжнародного судноплавства.

- Європейське оперативне командування (ACTEUR) знаходиться в Шиннені, Нідерланди.

- Оперативне командування у Південно-Західної Азії (PATFORSWA) базуються в Манамі, Бахрейн. Заснована в 2002 році місія PATFORSWA полягає в навчанні, організації, оснащенні, підтримці та розгортанні боєздатних сил Берегової охорони для підтримки CENTCOM і цілей національної безпеки.

| Округ         | Регіональне командування | Штаб округу  | Зона відповідальності                                                                      | Прим. |
| ------------- | ------------------------ | ------------ | ------------------------------------------------------------------------------------------ | ----- |
| 1-й округ БО  | Атлантичне               | Бостон       | штати Нової Англії, східний Нью-Йорк та північний Нью-Джерсі                               | 1     |
| 5-й округ БО  | Атлантичне               | Портсмут     | Пенсільванія, південний Нью-Джерсі, Делавер, Меріленд, Вірджинія та Північна Кароліна      | 5     |
| 7-й округ БО  | Атлантичне               | Маямі        | Південна Кароліна, Джорджія, східна Флорида, Пуерто-Рико і Американські Віргінські Острови | 7     |
| 8-й округ БО  | Атлантичне               | Новий Орлеан | західні річки басейну Міссісіпі та Мексиканська затока                                     | 8     |
| 9-й округ БО  | Атлантичне               | Клівленд     | Великі озера                                                                               | 9     |
| 11-й округ БО | Тихоокеанське            | Аламіда      | Каліфорнія, Аризона, Невада та Юта                                                         | 11    |
| 13-й округ БО | Тихоокеанське            | Сіетл        | Орегон, Вашингтон, Айдахо та Монтана                                                       | 13    |
| 14-й округ БО | Тихоокеанське            | Гонолулу     | Гаваї та Тихоокеанські території                                                           | 14    |
| 17-й округ БО | Тихоокеанське            | Джуно        | Аляска                                                                                     | 17    |